# Giuseppe Del Mei
Giuseppe Del Mei (San Vito al Tagliamento, 1924 – Bagnarola di Sesto al Reghena, 7 settembre 1944) è stato un partigiano italiano, medaglia d'oro al valor militare alla memoria..

## Biografia
Era iscritto all'Università di Padova, ma al momento dell'armistizio il ragazzo lasciò gli studi per raggiungere le formazioni partigiane, che avrebbero poi dato vita al Gruppo Divisioni "Garibaldi-Osoppo". Nominato comandante di una squadra del battaglione "Ferro", lo studente - che aveva assunto il nome di copertura di "Pantera" - cadde nel corso di un'azione.
Nel 1947, l'Università di Padova ha conferito alla memoria di Giuseppe Del Mei la laurea "ad honorem".